# Marcelo Ramírez
Marcelo Ramírez (* 29. Mai 1965 in Santiago de Chile) ist ein chilenischer ehemaliger Fußballspieler. Der Torwart gewann mit dem CSD Colo-Colo 15 Titel, unter anderem die Copa Libertadores 1991. Für die Nationalmannschaft spielte Ramírez 37-mal und nahm an der Fußball-Weltmeisterschaft 1998 teil, kam dort als Ersatztorwart aber nicht zum Einsatz.

## Karriere

### Verein
Marcelo Ramírez kam 1983 aus der Jugendmannschaft des CSD Colo-Colo zu den Profis, wo er erstmals beim Campeonato de Apertura "Polla Gol" 1983 spielte. Seine einzige Erfahrung bei einem anderen Verein machte Ramírez 1990 bei Naval de Talcahuano, wo er auf Leihbasis spielte und gleichzeitig Kapitän des Teams war. Wieder zurück bei Colo-Colo dauerte es noch bis 1992, ehe er sich dauerhaft seinen Stammplatz vom Argentinier Daniel Morón sichern konnte.
Mit Colo-Colo gewann Ramírez insgesamt sieben Meistertitel und fünf Mal die Copa Chile. Highlight war der Sieg in der Copa Libertadores 1991, auch wenn er als Ersatztorhüter nur selten zum Einsatz kam. Seine Fähigkeiten als Elfmeter-Killer stellte er beim südamerikanische Supercup, der Recopa Sudamericana 1992, gegen den Supercopa-Sudamericana-Sieger Cruzeiro Belo Horizonte aus Brasilien unter Beweis. Colo-Colo gewann mit 5:4 im Elfmeterschießen, wobei Ramírez in der 120. Minute für Morón eingewechselt wurde und den zweiten Elfmeter Cruzeiros parieren konnte.
Bis zum Mai 2017, als Johnny Herrera seinen 16. Titel gewann, war Ramírez der Torhüter mit den meisten Titeln im chilenischen Fußball. 

### Nationalmannschaft
Für die chilenische Nationalmannschaft spielte Marcelo Ramírez erstmals am 31. März 1993 beim Freundschaftsspiel gegen Bolivien. Bei der Copa América 1995 spielte er alle drei Vorrundenspiele, allerdings schied Chile nach Niederlagen gegen die USA und Argentinien sowie einem Unentschieden gegen Bolivien als Gruppenletzter aus. Bei der Fußball-Weltmeisterschaft 1998 in Frankreich war Ramírez Ersatztorwart und kam hinter Nelson Tapia nicht zum Einsatz. 
Bei der Copa América 1999 war Ramírez wieder Stammtorwart. Zwar verlor Chile gegen Mexiko und Brasilien mit jeweils 0:1, doch konnte das Team nach dem klaren 3:0 über Venezuela als bester Gruppendritter ins Viertelfinale einziehen. Dort konnte Chile Kolumbien mit 3:2 besiegen, doch im Halbfinale schied das Team um Ramírez im Elfmeterschießen gegen Uruguay aus. Chile wurde nach der erneuten Niederlage im Spiel um Platz 3 Vierter. Ramírez absolvierte alle sechs Partien Chiles über die volle Spielzeit, wobei das Vorrundenspiel gegen Brasilien nach 85 Minuten wegen Nebels abgebrochen wurde.
Bei der Weltmeisterschaftsqualifikation für das Turnier 2002 in Südkorea und Japan kam Ramírez bei der 1:4-Niederlage gegen Argentinien zum Einsatz, allerdings konnte sich Chile als Gruppenletzter der Südamerika-Gruppe nicht qualifizieren. Sein letztes Spiel im Nationaldress absolvierte Ramírez am 21. März 2001 im Freundschaftsspiel gegen Honduras und endete bitter. Erst unterlief Ramírez in der 8. Spielminute ein Eigentor und noch vor der Halbzeit musste er das Feld nach Roter Karte verlassen.

## Trainerkarriere
Nach seiner aktiven Zeit arbeitete Marcelo Ramírez als Torwarttrainer von 2006 bis 2015 mit Unterbrechungen für CSD Colo-Colo, von 2016 bis 2017 für Deportes Antofagasta und von 2018 bis 2019 für Deportes Puerto Montt.

## Erfolge

### Spieler
National
- Chilenischer Meister (7): 1986, 1989, 1991, 1993, 1996, 1997 C, 1998
- Chilenischer Pokalsieger (5): 1985, 1988, 1989, 1994, 1996

International
- Sieger der Copa Libertadores: 1991
- Sieger der Copa Interamericana: 1992
- Sieger der Recopa Sudamericana: 1992